# 蘭花狸藻節
蘭花狸藻節（学名：Utricularia sect. Orchidioides）为狸藻屬中的一節。蘭花狸藻節中的物種為小型或中型的陸生或附生食虫植物。其分布于中美洲與南美洲。1844年，阿方斯·比拉姆·德康多爾最先发表了该组的描述。1916年，約翰·亨德利·巴爾哈特（John Hendley Barnhart）又将该组提升为独立的兰花狸藻属（Orchyllium）。包括亨利·艾伦·格里森在內其他的幾位植物學家也赞同这一处理，並將其他狸藻屬物种移動至兰花狸藻属下。但最后，兰花狸藻属又被全數移回至狸藻屬內。

## 种植方法
特拉维斯·H·怀曼（Travis H. Wyman）在2008年发表了一篇关于兰花狸藻组物种种植方法的论文。他依据其多年的种植经验对容器、基质、浇水与湿度、光照与温度、休眠、繁殖等方面进行了总结。他使用所谓的松散嵌套法进行种植，容器由一个兰花篮盆与普通花盆组成，篮盆嵌于普通盆中。基质经过多次的改善后，最终选择的方法是先向盆内填一半洗净的树皮，剩下的一半使用由珍珠岩、松树皮和长纤维水苔的等比例混合构成的基质。这样的构成可保证基质持续保持松散而不会腐败酸化。在浇水与湿度方面，其方法与种植猪笼草类似，基质需保持湿润，但不能过湿。在光照与温度方面，其使用的是400瓦的灯管，置于距离植株65厘米处。兰花狸藻组物种主要适于凉爽的高地环境，夏季日间温度适于18至23摄氏度，夜间温度可低至15摄氏度。冬季温度适于5至7摄氏度。根据其经验，几乎所有的兰花狸藻组物种都会以某种形式表现出季节性的生长放缓或停滞，仅为地上部分生长放缓或停滞，而地下匍匐茎仍然会生长。在温度过高时，植株的叶片可能会全部枯死，仅留下块茎。期间仅需将植株干燥，待温度将至适宜温度时再给水即可。繁殖方法可分为分株、种子繁殖和块茎繁殖，其中分株最方便。
| 兰花狸藻组 Orchidioides |                 |                                        |                  |
| 物种                    | 学名            | 分布范围                               | 习性             |
| 高山狸藻 *              | U. alpina       | 安的列斯群岛、南美洲北部               | 陆生/附生        |
| 阿斯普倫德狸藻 *        | U. asplundii    | 哥伦比亚、厄瓜多尔、委内瑞拉           | 陆生/附生        |
| 邦廷狸藻 *              | U. buntingiana  | 委内瑞拉北部                           | 附生             |
| 坎贝尔狸藻 *            | U. campbelliana | 委内瑞拉、圭亚那（巴西北部？）         | 附生             |
| 角形狸藻                | U. cornigera    | 巴西                                   | 陆生/浮水生      |
| 恩德雷斯狸藻 *          | U. endresii     | 哥斯达黎加、巴拿马、哥伦比亚、厄瓜多尔 | 附生             |
| 复裂狸藻 *              | U. geminiloba   | 巴西                                   | 陆生/岩生        |
| 洪堡狸藻                | U. humboldtii   | 委内瑞拉、圭亚那、巴西北部             | 附生/浮水生      |
| 詹姆森狸藻 *            | U. jamesoniana  | 中美洲、安的列斯群岛、南美洲           | 附生             |
| 荷叶狸藻                | U. nelumbifolia | 巴西                                   | 附生/浮水生      |
| 肾叶狸藻                | U. nephrophylla | 巴西                                   | 陆生/岩生/浮水生 |
| 未及狸藻 *              | U. praetermissa | 尼加拉瓜、哥斯达黎加、巴拿马           | 陆生/附生        |
| 奎尔奇狸藻 *            | U. quelchii     | 委内瑞拉、圭亚那、巴西北部             | 陆生/附生        |
| 肾形狸藻                | U. reniformis   | 巴西                                   | 陆生/浮水生      |
| 独叶狸藻 *              | U. unifolia     | 中美洲、南美洲西部                     | 陆生/附生        |
| 配偶狸藻                | U. uxoris       | 中美洲                                 | 附生             |
| *具块茎物种。           |                 |                                        |                  |